# Deshane Beckford
Deshane Beckford (Montego Bay, Jamaica, 14 de abril de 1998) es un futbolista jamaicano. Juega de delantero y su equipo es el Hartford Athletic de la USL Championship estadounidense. Es internacional absoluto por la selección de Jamaica desde 2022.

## Trayectoria
Beckford comenzó su carrera en el Montego Bay United y el Harbour View de Jamaica. Luego continuó su carrera en clubes de los Estados Unidos.
Para la temporada 2023 fichó por el Colorado Springs Switchbacks de la USL Championship.

## Selección nacional
Beckford debutó con la selección de Jamaica el 20 de enero de 2022 ante Perú en un amistoso.

## Clubes
| Club                                  | País           | Año           |
| ------------------------------------- | -------------- | ------------- |
| Montego Bay United                    | Jamaica        | 2017-2022     |
| Harbour View (cedido)                 | Jamaica        | 2018          |
| Rio Grande Valley FC (cedido)         | Estados Unidos | 2019-2020     |
| Colorado Springs Switchbacks (cedido) | Estados Unidos | 2021          |
| San Antonio FC                        | Estados Unidos | 2022          |
| Colorado Springs Switchbacks          | Estados Unidos | 2023          |
| Hartford Athletic                     | Estados Unidos | 2024-presente |

## Palmarés

### Títulos nacionales
| Título           | Club           | País           | Año  |
| ---------------- | -------------- | -------------- | ---- |
| USL Championship | San Antonio FC | Estados Unidos | 2022 |